# Hochschule für angewandte Wissenschaften Weihenstephan-Triesdorf

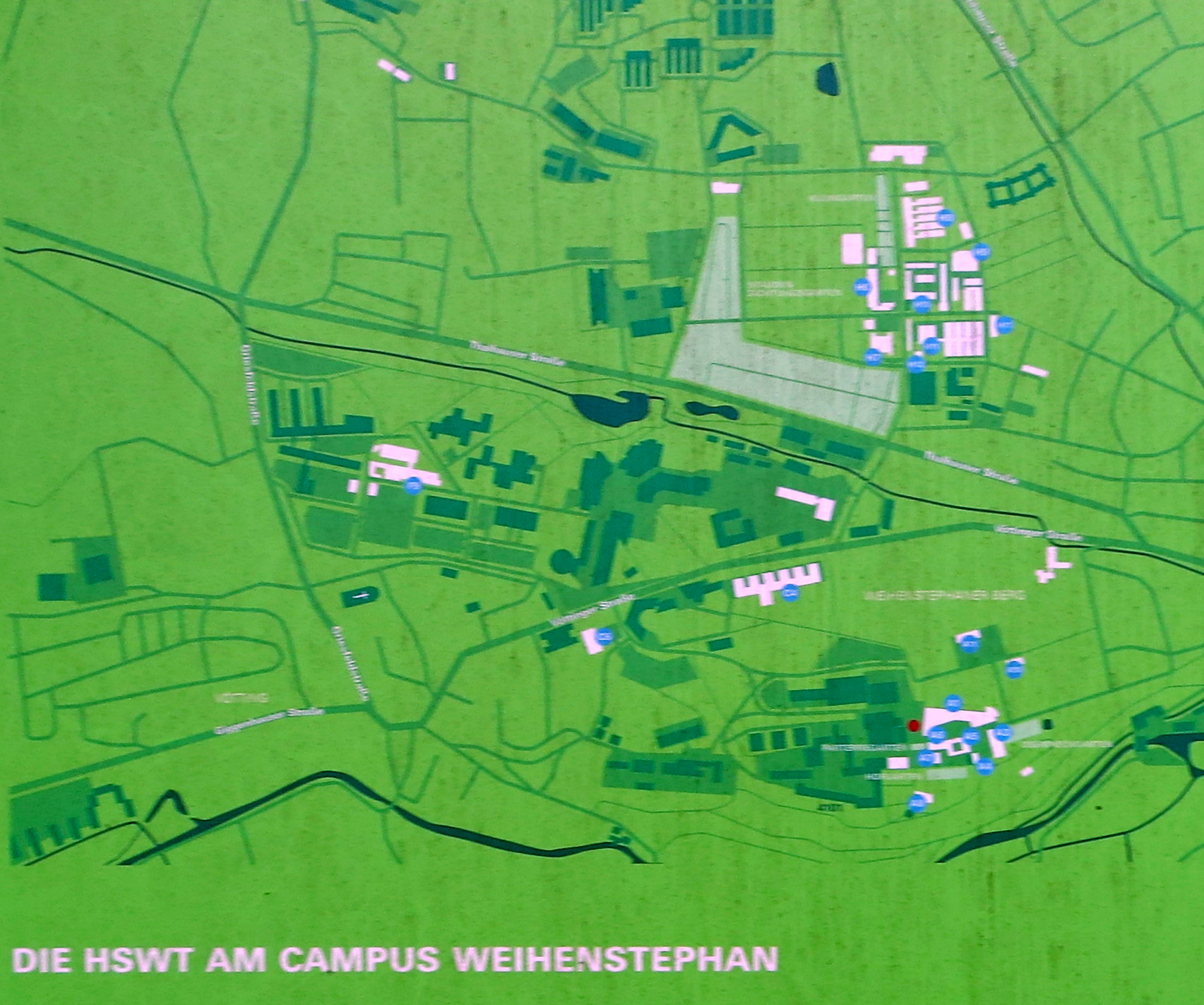
Übersicht über die Hochschulanlage auf dem Campus Freising-Weihenstephan

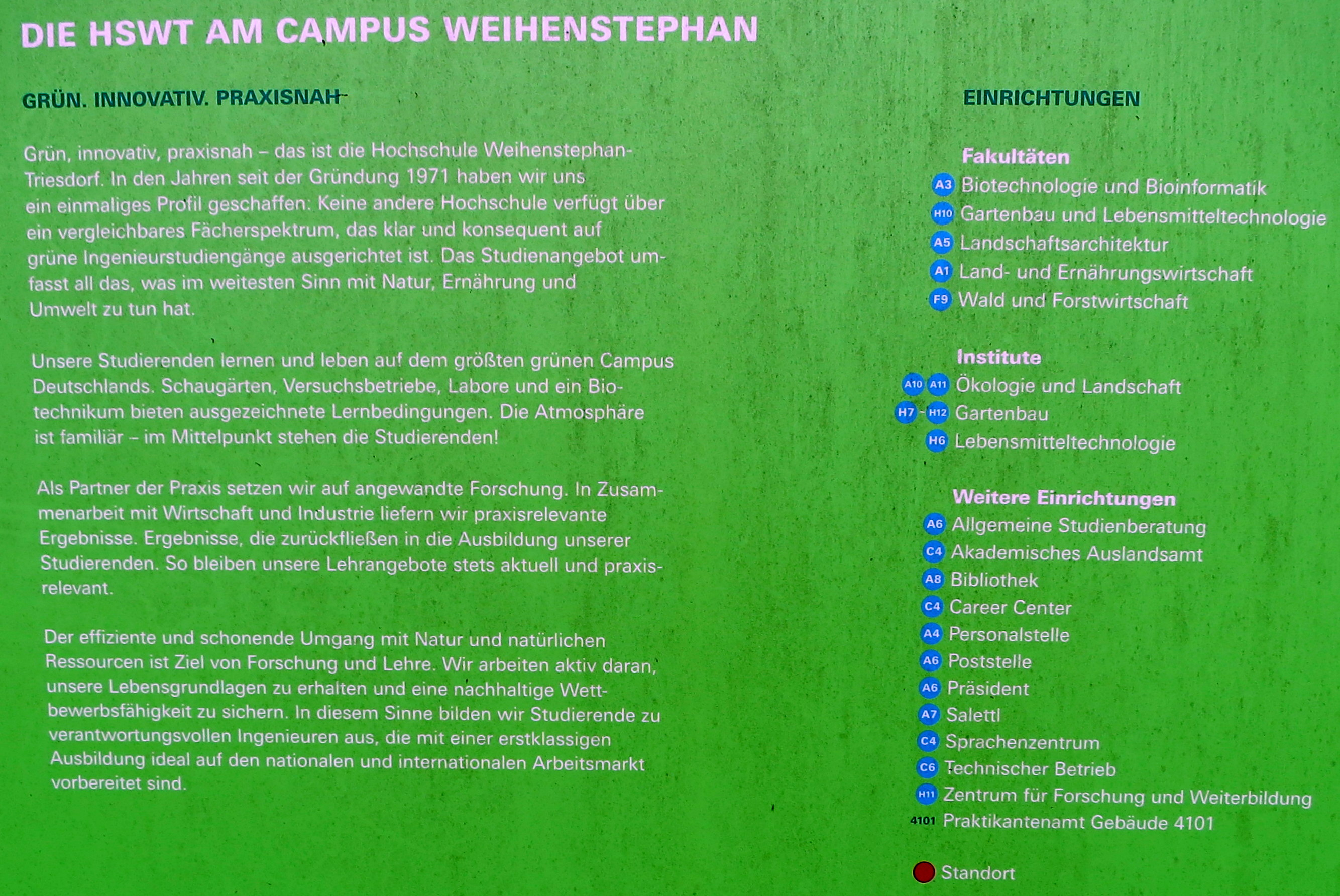
Erläuterung zur Übersicht

Die Hochschule für angewandte Wissenschaften Weihenstephan-Triesdorf (HSWT; bis 12. August 2009 Fachhochschule Weihenstephan) ist eine Fachhochschule am Campus Weihenstephan in Freising sowie in Triesdorf, Straubing und Schlachters (Versuchsstation für Obstbau).
Am 28. Juli 2016 beschloss der Bayerische Ministerrat, das Wissenschaftszentrum Straubing für Nachwachsende Rohstoffe in die „Hochschule Straubing für Biotechnologie und Nachhaltigkeit“ umzuwandeln und auszubauen. Die Trägerschaft der Hochschule übernimmt die Technische Universität München (TUM), die Hochschule Weihenstephan-Triesdorf ist als Kooperationspartner gesetzt.

## Geschichte
Für beide Hochschulen auf dem Campus Freising-Weihenstephan – das Wissenschaftszentrum Weihenstephan (TUM School of Life Sciences – WZW TUM) und die Hochschule für angewandte Wissenschaften Weihenstephan-Triesdorf (HSWT) – war die Säkularisation und damit die leer stehenden Gebäude und nicht mehr genutzten Flächen eines Klosters der Anfang der Entwicklung.

### Weihenstephan

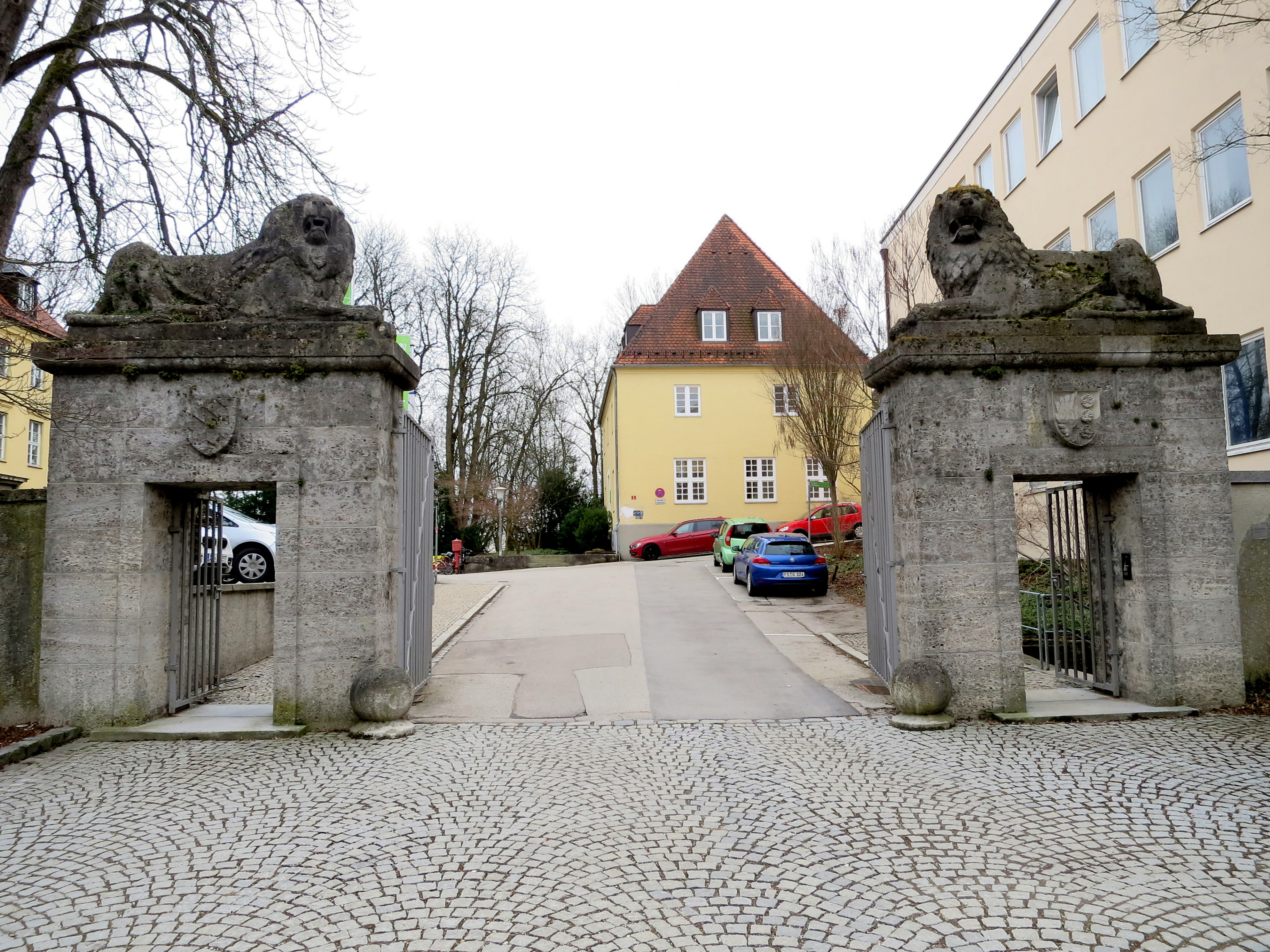
Das Löwentor

1803 wurde durch den bayerischen Kurfürsten und späteren König Max Joseph von Bayern in den durch die Säkularisation in Bayern leer stehenden Gebäuden von Kloster Weihenstephan zunächst eine Forstschule, im Januar 1804 dann eine Musterlandwirtschaftsschule und die „Kurfürstliche Centralbaumschule Weihenstephan“ gegründet. 1895 wurde Weihenstephan zur „Königlich Bayerischen Akademie für Landwirtschaft und Brauerei“ erhoben. 1907 entstand die Weihenstephaner Versuchsbrauerei. 1920 wurde Weihenstephan zur Hochschule mit Promotionsrecht erhoben. 1930 wurde die Hochschule der damaligen Technischen Hochschule München eingegliedert.

#### Fachhochschule Weihenstephan
Die Fachhochschule Weihenstephan entstand am 1. August 1971 durch den Zusammenschluss der Ingenieursschulen für Gartenbau in Weihenstephan mit den Abteilungen für Landbau in Schönbrunn, Triesdorf (bei Ansbach) und in Landsberg am Lech. Da das erste Fachhochschulgesetz eine anwendungsorientierte Forschung nur als Aufgabe für die Fachhochschullehrer, nicht aber für die Fachhochschule als Institution vorsah, musste die Staatliche Versuchsanstalt gegründet werden, die der Fachhochschule angegliedert und im Jahr 2003 in „Forschungsanstalt für Gartenbau Weihenstephan“ umbenannt wurde.

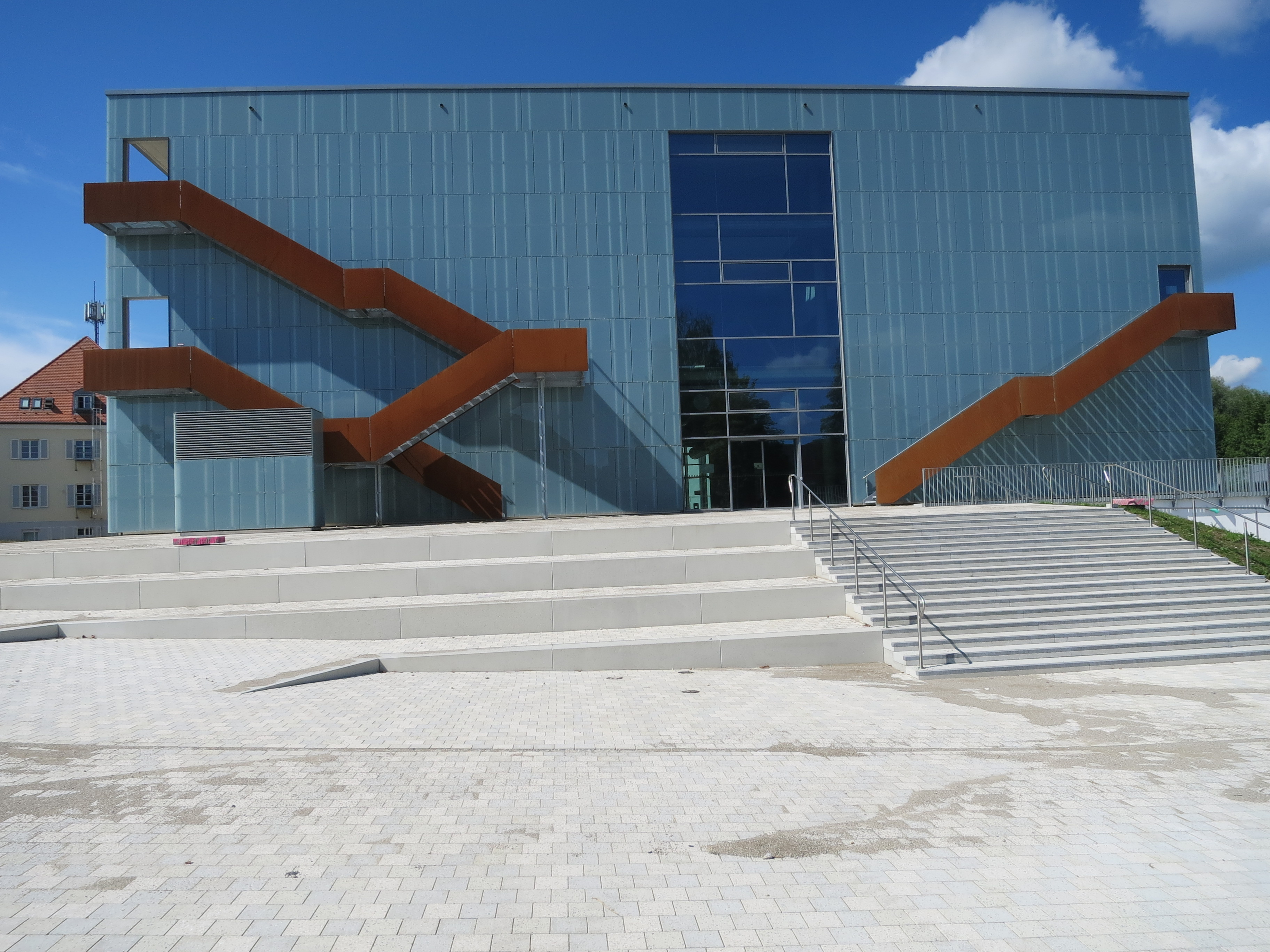
Vorplatz vor dem neuen „Zentrum naturwissenschaftliche Grundlagen“

#### Hochschule für angewandte Wissenschaften Weihenstephan-Triesdorf
In der Amtszeit des Hochschulpräsidenten Heiler von 2005 bis 2016 wurde das „grüne Profil der Hochschule“ mit Studiengängen im Bereich Natur, Ernährung und Umwelt weiter geschärft. Ein starkes Wachstum der Zahl der Studierenden machte Investitionen und Neubauten nötig. Ende 2018 wurde das „Zentrum naturwissenschaftliche Grundlagen“ auch in seinen Außenanlagen fertig. So konnte es der neue Hochschulpräsident Eric Veulliet zu seinem Amtsantritt am 1. Oktober 2017 fertiggestellt übernehmen.
Das neue „Zentrum naturwissenschaftliche Grundlagen“ für die Lehrveranstaltungen des Grundstudiums wurde am 7. Oktober 2016 eingeweiht. In ihm sollen die 4.150 Studierenden in Weihenstephan (gesamt 6.350) ihre naturwissenschaftlichen Grundlagenfächer, etwa (an-)organische Chemie oder Physik, auch praktisch umsetzen können.

Unterschiedliche Gebäude- und Stilarten der Hochschule
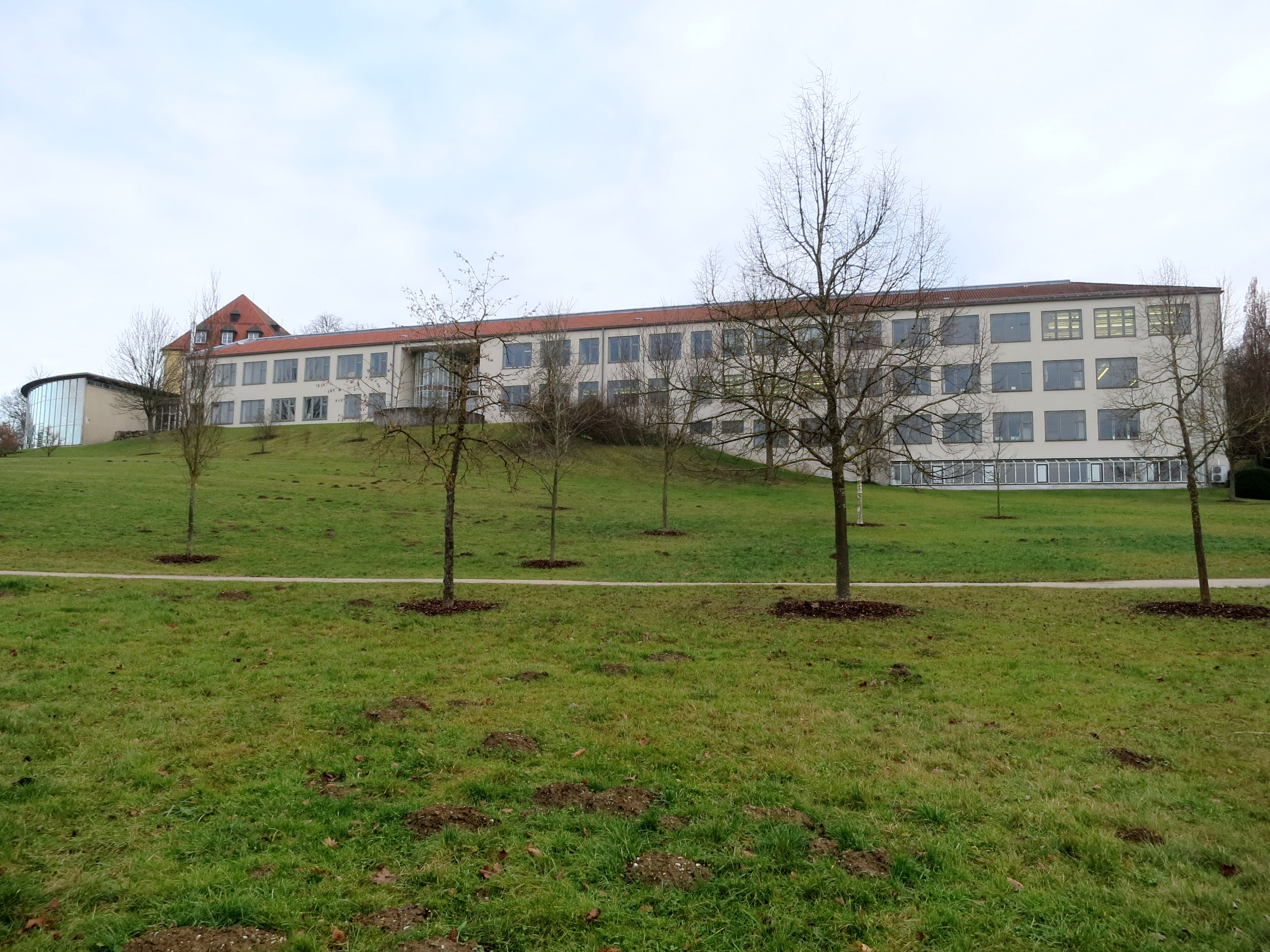
Gesamtansicht der Gebäude auf dem Berg
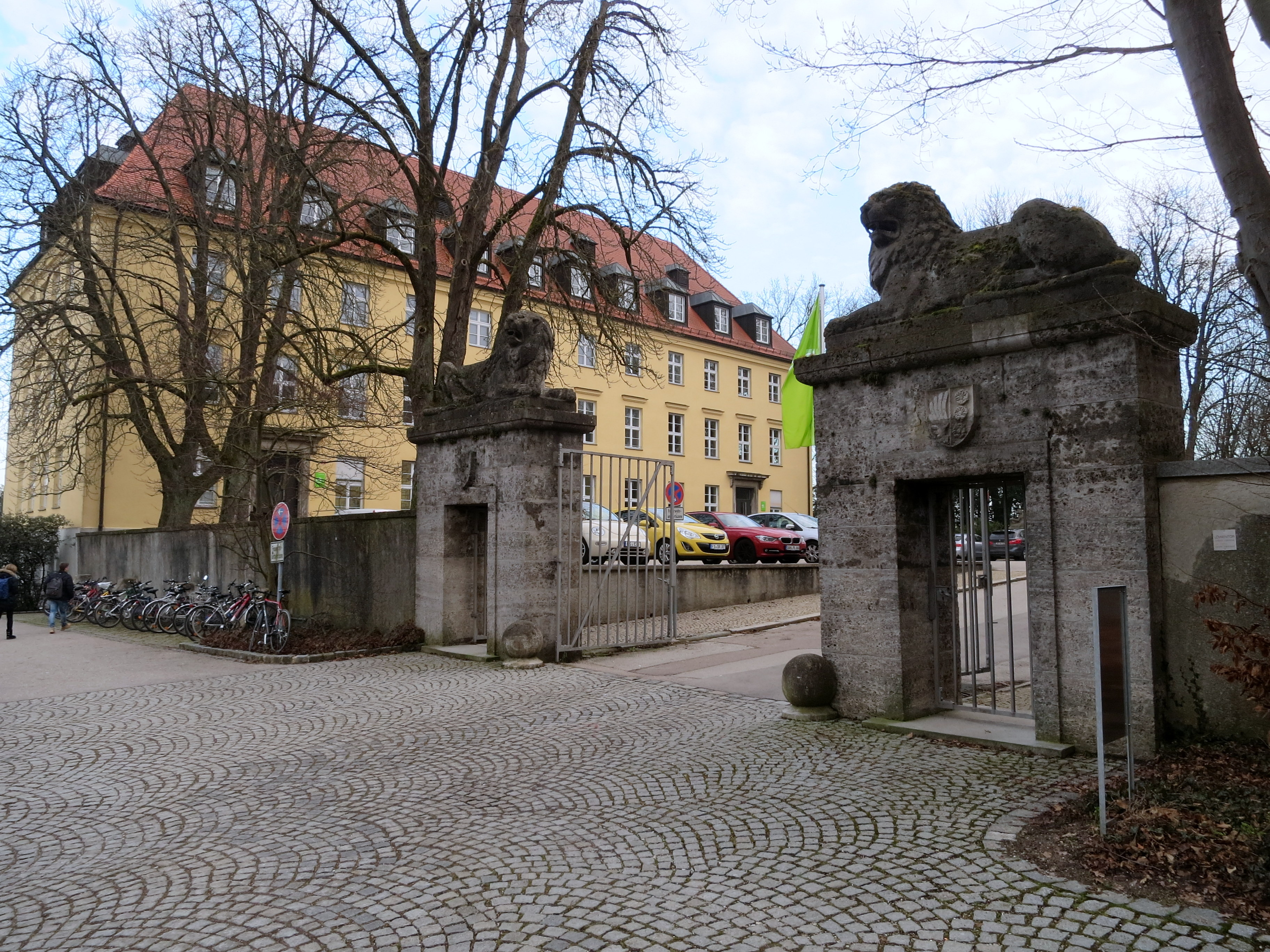
Löwentor mit Löwentorgebäude
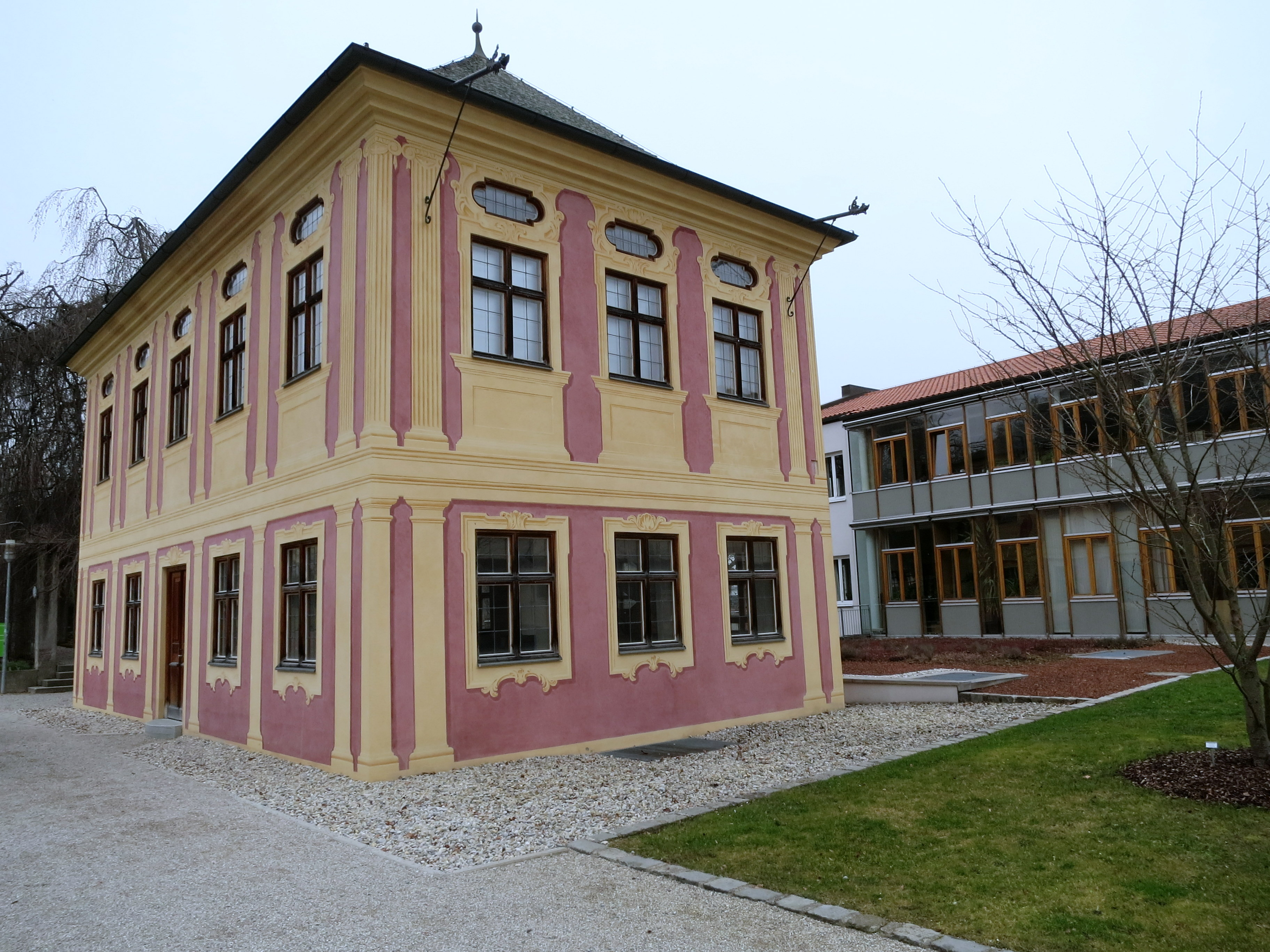
Salettl im Hofgarten
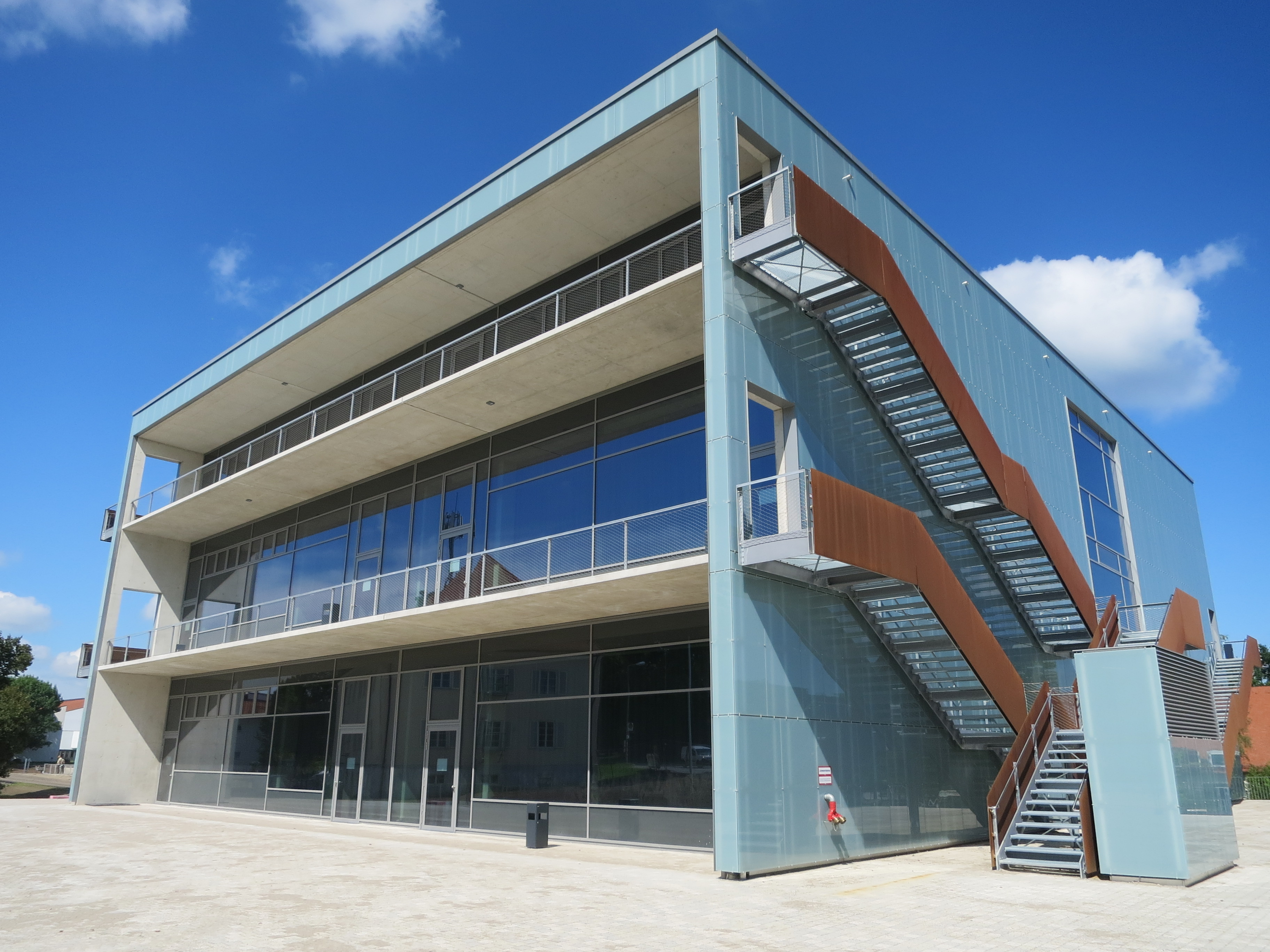
Neues „Zentrum Naturwissenschaftliche Grundlagen“

Einer der Lehrgärten der Forschungsanstalt ist nach Johann Georg Conrad Oberdieck benannt. Zu den Lehrgärten gehört auch der Sichtungsgarten Weihenstephan.

### Triesdorf

#### Geschichte

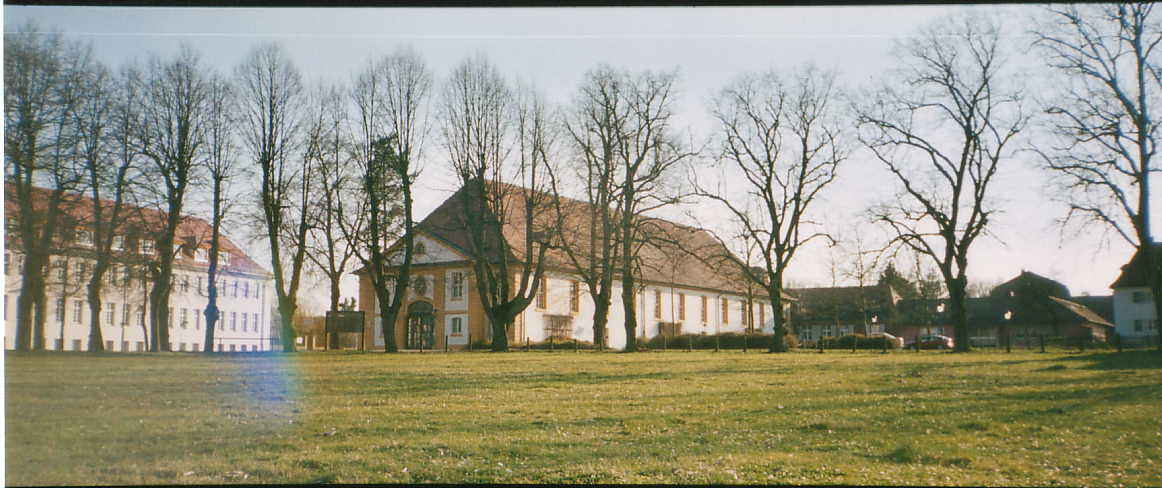
Ehemalige Reithalle, heute Aula der HSWT

Weidenbach in der Nähe von Ansbach

Triesdorf war die Sommerresidenz der Markgrafen von Brandenburg-Ansbach. Als Markgraf Carl Wilhelm Friedrich von Brandenburg-Ansbach die Regentschaft über die Markgrafschaft übernahm, begann ein Bauboom in Triesdorf. Offiziell war sein Regierungssitz zwar Ansbach, aber durch die Liebe zur Jagd hielt er sich die meiste Zeit in Triesdorf auf. Durch die ständige Anwesenheit war eine umfangreiche Hofhaltung notwendig. Es wurde auch eine Ökonomie  gegründet, die die Ernährung der Hofgesellschaft sichern sollte. Sein Sohn und Nachfolger Christian Friedrich Carl Alexander von Brandenburg-Ansbach baute die Residenz weiter aus. Er war der Landwirtschaft sehr zugetan und widmete sich der Pferde- und Rinderzucht. Das Ansbach-Triesdorfer-Rind wurde unter ihm in Triesdorf gezüchtet. Nach der Abdankung des Markgrafen kam die Markgrafschaft zum Königreich Bayern, aus der markgräflichen Ökonomie ging die Kreisackerbauschule hervor. Diese Ackerbauschule war der Grundstock für das Bildungszentrum Triesdorf, das neben der Hochschule aus weiteren land- und hauswirtschaftlichen Schulen besteht.

#### Campus Triesdorf
Am Bildungszentrum Triesdorf nutzen mehr als 3000 Schüler und Studierende aus dem In- und Ausland das Bildungsangebot von zehn Schulen, zwei Fakultäten der Hochschule Weihenstephan-Triesdorf und des LVFZ für Milchanalytik. Für die Praxisunterweisung stehen innerhalb der Landwirtschaftlichen Lehranstalten verschiedene Betriebszweige bereit. Dazu zählen die Tierhaltungsschule, die Landmaschinenschule und eine Brennerei. Träger der Landwirtschaftlichen Lehranstalten ist der Bezirk Mittelfranken.

#### Grüne Hochschule Triesdorf
Der Standort Triesdorf hat sich grüne Ingenieurwissenschaften spezialisiert. Ausgangspunkte aller Studienfächer sind die nachhaltige Nutzung und der Schutz der natürlichen Lebensgrundlagen.
Fakultät für Umweltingenieurwesen
Mit nachhaltigen Schwerpunktthemen Umwelt, Energie und Wasser, die im Bachelorstudiengang Umweltsicherung angeboten wird, stehen für eine akademische Qualifizierung die Masterstudiengänge Umweltingenieurwesen und der kooperative Master Energiemanagement und Technik zur Auswahl.
Fakultät Landwirtschaft, Lebensmittel und Ernährung
Sie zielt auf professionelle Vorbereitung leistungsfähiger Nachwuchskräfte für die Agrar- und Ernährungswirtschaft ab, die in Deutschland nach Beschäftigung und Wertschöpfung einen der größten Wirtschaftssektoren bildet.

## Gliederung und Profil der der Hochschule

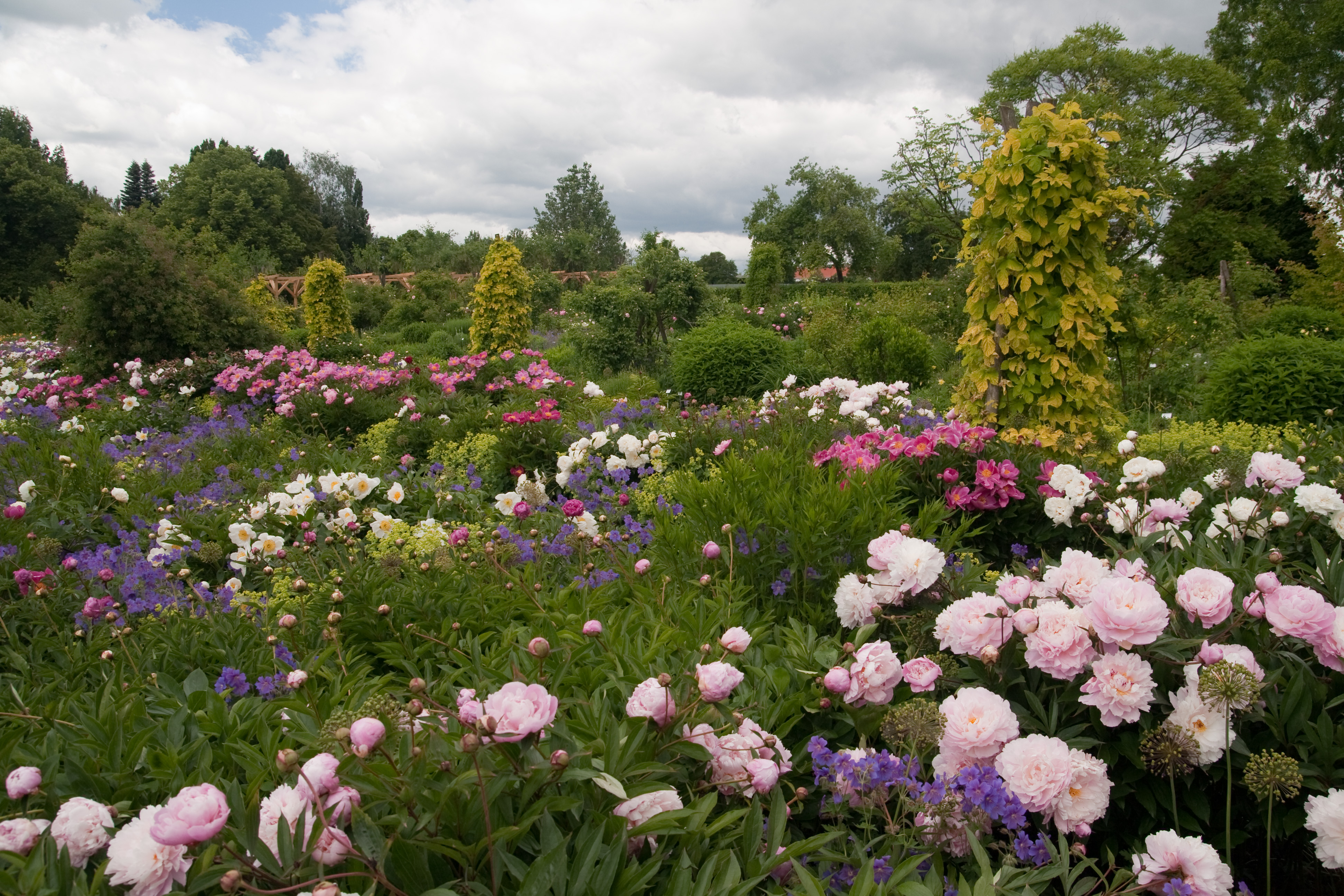
Der Sichtungsgarten Weihenstephan ist der sichtbarste Teil des grünen Profils

Die Hochschule Weihenstephan-Triesdorf gliedert sich in die Abteilungen Weihenstephan und Triesdorf mit insgesamt sieben Fakultäten.
Seit 1971 hat die HSWT ein Profil entwickelt, das auf grüne Ingenieurstudiengänge ausgerichtet ist. Das Studienangebot setzt sich aus 19 Bachelorstudiengängen, 13 dualen Studienangeboten und 12 Masterstudiengängen zusammen. Das Fächerangebot realisiert dabei ein in sich geschlossenes fachliches Cluster, das sich auf wesentliche Lebensbereiche des Menschen bezieht. Es beginnt mit der landwirtschaftlichen Grundstoffproduktion, schließt die Verarbeitung tierischer Erzeugnisse ein, deckt relevante Fragen der Ernährung und Versorgung ab, berücksichtigt Anforderungen der Umwelt und reicht bis hin zur Entwicklung ländlicher und städtischer Räume.

## Forschung an der HSWT

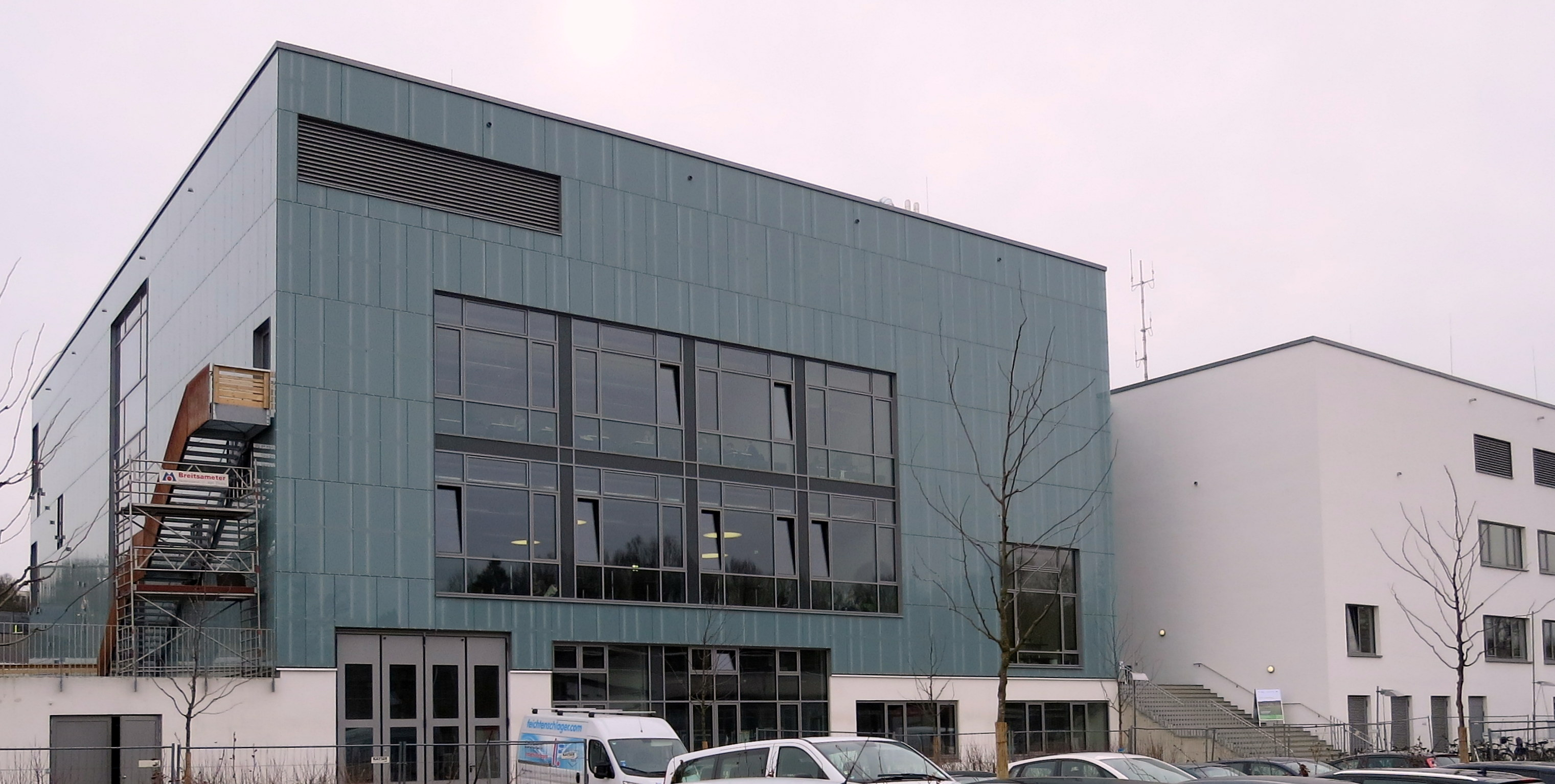
„Zentrum naturwissenschaftliche Grundlagen“, eingeweiht 2016

### Forschungsprofil
Die Ausweitung der Forschungsaktivitäten an der grünen Hochschule Weihenstephan-Triesdorf erforderte 2017 eine Anpassung und Erweiterung der bisherigen drei Forschungsschwerpunkte (FSP). Die Außendarstellung in drei Blöcken wird jedoch beibehalten:
- Landnutzung, Ernährung, Gesundheit (neu),
- Umweltvorsorge (ehemaliger FSP Technikfolgeabschätzung fließt hier mit ein), Biodiversität (neu), Klimawandel (neu),
- Nachwachsende Rohstoffe, Erneuerbare Energien, Energieeffizienz (neu)[4]

### Zentrum für Forschung und Weiterbildung (ZFW)
Das ZFW als zentrale Einrichtung der Hochschule betreut und koordiniert Forschungsprojekte und Weiterbildungsmaßnahmen an der Hochschule. Neben der funktionellen Zuständigkeit für die Institute Gartenbau, Lebensmitteltechnologie sowie Ökologie und Landschaft versteht sich das ZFW als zentraler Dienstleister aller Forschungs- und Weiterbildungsaktivitäten der Fakultäten der HSWT sowie der Fachgebiete am HSWT-Standort Straubing für nachhaltige Ressourcennutzung.
Das ZFW hat folgende Zielstellungen im Bereich Forschung:
- Forschungsprojekte aus allen an der Hochschule Weihenstephan-Triesdorf (HSWT) vertretenen Disziplinen werden zentral koordiniert sowie administrativ und beratend unterstützt.
- Die Darstellung der Forschung (intern und extern), Marketing und die Öffentlichkeitsarbeit werden zentral koordiniert und forciert.
- Die Wahrnehmung der HSWT als Forschungsinstitution und Forschungspartner soll dadurch deutlicher herausgestellt werden.

Das ZFW hat folgende Zielstellungen im Bereich Weiterbildung:
- Entwicklung umfassender Konzepte zur wissenschaftlichen, berufs- und praxisorientierten Weiterbildung für Absolventen, Fach- und Führungskräfte,
- Unterstützung von Weiterbildungsveranstaltungen der Fakultäten und Institute (Kalkulation, Werbung, Öffentlichkeitsarbeit),
- Unterstützung der zentralen Einheit „Weihenstephaner Gärten“ bei der Durchführung von Veranstaltungen für den Freizeitgartenbau (Kurse, Seminare, Führungen) im Sinne des Passus „Pflege und Vermittlung der Gartenkultur“ in der Grundordnung der HSWT.

### Forschungseinrichtungen
Praxisorientierte und interdisziplinäre Forschung findet in folgenden Einrichtungen der HSWT statt:
- Institut für Gartenbau (IGB) – am ZFW angesiedelt. Neun Professorinnen und Professoren der Fakultät für Gartenbau und Lebensmitteltechnologie beteiligen sich an der Forschung am Institut, dessen Fokus auf gartenbaulichen Wertschöpfungsketten mit den folgenden Forschungsgebieten liegt:
  - Nachhaltigkeitsstrategien und Ressourcenschonung
  - Innovations- und Informationsmanagement
  - Produktions- und Qualitätsmanagement
  - Urbaner Gartenbau und Green Balance
- Versuchsstation für Obstbau Schlachters – dem IGB zugeordnet
  - Die Versuchsstation für Obstbau Schlachters in Sigmarszell am Bodensee ist neben dem Campus Weihenstephan, dem Campus Triesdorf und dem Standort Straubing ein weiterer Standort der Hochschule Weihenstephan-Triesdorf.
  - Die ehemalige „Obstbauschule Schlachters“ diente in ihrer über 100-jährigen Geschichte stets der Aus- und Fortbildung im Obst-, Wein- und Gartenbau. Heute ist die im Landkreis Lindau gelegene Versuchsstation organisatorisch dem „Institut für Gartenbau“ zugeordnet und forscht praxisnah auf rund 8 Hektar Fläche im Bereich Kernobstforschung.[5]

- Institut für Lebensmitteltechnologie (ILM), Dekanin Carola Kuss, gewählt 2015–2019:
  - Es legt besonderen Wert auf anwendungsorientierte Forschungsarbeit. Unser Ziel ist stets eine konkrete Umsetzung der Erkenntnisse in die Praxis als Produkt oder Verfahren. Das Institut forscht in enger Zusammenarbeit mit der Fakultät Gartenbau und Lebensmitteltechnologie. Erkenntnisse und Erfahrungen aus der Forschung fließen in die Lehre im Studiengang Lebensmitteltechnologie ein.
  - Am Wissenschaftsstandort Freising-Weihenstephan bündeln sich die Kompetenzen der für Lebensmittel relevanten Fachdisziplinen. In Forschung und Lehre sind alle Themenbereiche von der Rohstoffproduktion, Verarbeitung bis hin zur Vermarktung vertreten. Durch interdisziplinäre Vernetzung und zugleich starken Praxisbezug finden sie hier optimale Bedingungen für erfolgreiche Forschung und Entwicklung
- Institut für Ökologie und Landschaft (IÖL), Dekan Cristina Lenz, gewählt 2017–2019:
  - Es ist im März 2015 nach einem Umstrukturierungsprozess aus dem ehemaligen „Institut für Landschaftsarchitektur“ hervorgegangen. Der Forschungsschwerpunkt „Technikfolgenabschätzung und Umweltvorsorge“ wird im Vordergrund der Forschungsaktivitäten stehen. Es bestehen aber auch Bezüge zu den Forschungsschwerpunkten „Nachwachsende Rohstoffe und Erneuerbare Energien“ sowie „Landnutzung und Ernährung“.
  - Es versteht sich als Plattform für interdisziplinäre Forschung an der Hochschule Weihenstephan-Triesdorf. Professorinnen und Professoren aus den Fakultäten Landschaftsarchitektur, Wald und Forstwirtschaft sowie Land- und Ernährungswirtschaft nutzen künftig gemeinsame Ressourcen, tauschen Know-how und Erfahrungen aus, bauen Synergien auf und bearbeiten ggf. gemeinsame Projekte.
  - Wichtige inhaltliche Themen von Forschungsprojekten sind Klimawandel, Biodiversität, Ökosystemfunktionen, Ökosystemdienstleistungen inkl. nachhaltiger Nutzungen u. a. Immer aber stehen der Landschaftsbezug, der Querschnittsbezug und die Anwendungsorientierung im Vordergrund.
- Biomasse-Institut (BIT):
  - Es ist eine gemeinsame Einrichtung der Hochschule Weihenstephan-Triesdorf (HSWT) und der Hochschule Ansbach (HSA). Das Institut wurde im Rahmen der Nordbayern-Initiative im März 2016 gegründet und im westlichen Mittelfranken an der Abteilung Triesdorf der HSWT angesiedelt. Gleichzeitig ist es eines von vier Instituten am Zentrum für Forschung und Weiterbildung der Hochschule Weihenstephan-Triesdorf. In diesem Rahmen sind vier Arbeitsschwerpunkte definiert:
  - Biogene Rest- und Rohstoffe
  - Rahmenbedingungen der Biomassenutzung
  - Energetische Nutzung und Anlagentechnik
  - Stoffliche Nutzung der Biomasse

### Fakultäten, an denen geforscht wird
- Fakultät Bioingenieurwissenschaften (FK BI), Dekanin Claudia Brand
- Fakultät für Gartenbau und Lebensmitteltechnologie (FK GL): Dekan Thomas Hannus
- Fakultät Land- und Ernährungswirtschaft (FK LE), Dekan Martin Spreidler
- Fakultät Landwirtschaft Triesdorf (FK LT), Dekan Wilhelm Pflanz
- Fakultät Umweltingenieurwesen Triesdorf (FK UT), Dekan Frank Kolb
- Fakultät Wald- und Forstwirtschaft (FK WF), Dekan Jörg Ewald
- Fakultät Landschaftsarchitektur (FK LA), Dekanin Cristina Lenz
- Fachgebiete am HSWT-Standort Straubing für nachhaltige Ressourcennutzung

## Studiengänge

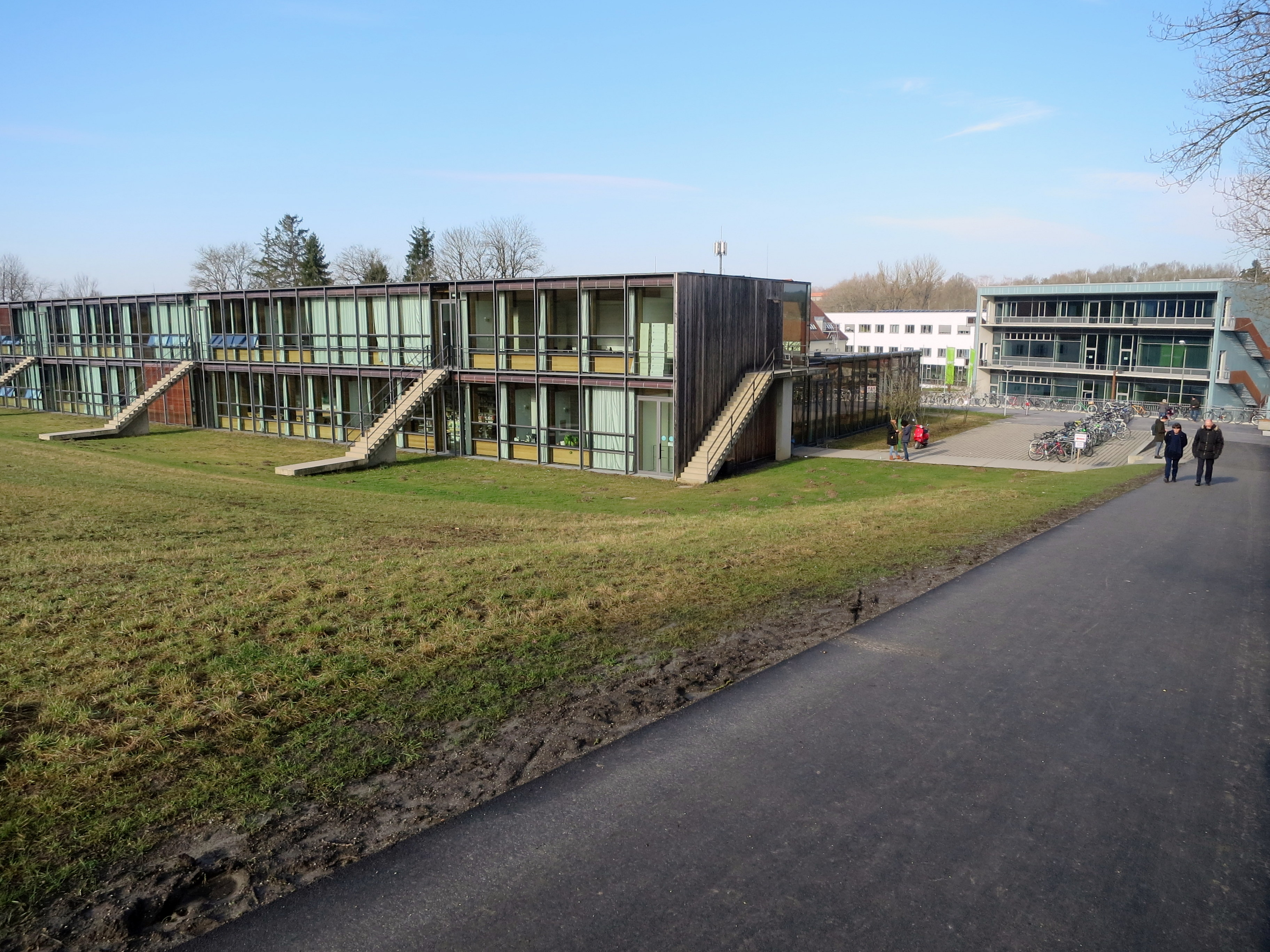
Das vergrößerte Hörsaalzentrum, 2018

Es wird eine große Zahl an Studiengängen angeboten, teilweise auch als duales Studium in Kombination mit einer Berufsausbildung. Es gibt Bachelor- und Master-Studiengänge.
Das Studienangebot am Campus Weihenstephan umfasst die Bachelorstudiengänge:
- Agribusiness (B. Eng.)
- Angewandte Informatik (B. Sc.)
- Arboristik (B. Eng.)
- Bio-Lebensmittel und Business (B. Sc.)
- Biotechnologie (B. Sc.)
- Brau- und Getränketechnologie (B. Eng.)
- Forstingenieurwesen (B. Eng.)
- Gartenbau (B. Sc.)
- Landschaftsarchitektur (B. Eng.)
- Landschaftsbau und -Management (B. Eng.)
- Landwirtschaft (B. Sc.)
- Lebensmitteltechnologie (B. Sc.)
- Management erneuerbarer Energien (B. Sc.)
- Umweltsicherung (B. Eng.)

Sowie die Masterstudiengänge:
- Agrarmanagement (M. Sc.)
- Biotechnologie / Bioingenieurwesen (M. Sc.)
- Business Management und Entrepreneurship Erneuerbare Energien (M. Sc.)
- Climate Change Management (M. Sc.)
- Forstwirtschaft / International Management of Forest Industries (M. Sc.)
- Landschaftsarchitektur / International Master of Landscape Architecture (M. Eng.)
- Lebensmittelqualität (M. Eng.)
- Umweltingenieurwesen (M. Eng.)

## Bibliotheken
Die Zentralbibliothek der Fachhochschule Weihenstephan-Triesdorf ist das wissenschaftliche Informationszentrum der Hochschule Weihenstephan. Die Bücher sind nach der Systematik der Technischen Universitätsbibliothek München aufgestellt.

### Organisationsstruktur und Standorte
Zur Zentralbibliothek gehören drei weitere Teilbibliotheken an den zwei Hochschulstandorten in Freising und Triesdorf:
In Freising befinden sich folgende zwei Teilbibliotheken:
- Teilbibliothek Sprachenzentrum
- Teilbibliothek Wald und Forstwirtschaft

In Weidenbach (Ortsteil Triesdorf) befindet sich die
- Teilbibliothek Triesdorf

Auf dem Campus Weihenstephan in Freising befindet sich das Wissenschaftszentrum Weihenstephan für Ernährung, Landnutzung und Umwelt und ebenfalls eine Teilbibliothek der Technischen Universität München.

### Bestand und Ausstattung
Die Zentralbibliothek der Fachhochschule Weihenstephan-Triesdorf und den ihr zugeordneten Teilbibliotheken wird ein Gesamtbestand von ca. 135.000 Bänden sowie ca. 1.000 allgemeine und fachspezifische laufende Zeitschriften aufbewahrt. Hinzu kommen Abschlussarbeiten, elektronische Medien sowie Sprachkurse, aktuelle Tageszeitungen, DVDs, CD-ROMS und CDs.
Das Literaturangebot der Fachhochschulbibliothek ist abgestimmt auf die Studien- und Forschungsschwerpunkte der Fachhochschule Weihenstephan-Triesdorf. Diese umfasst naturwissenschaftlich-technische Literatur aus den Bereichen Mathematik, Informatik, Physik, Chemie, Architektur, Medizin, Ernährungswissenschaften, Umweltwissenschaften, Agrar- und Gartenbauwissenschaften, Biowissenschaften, Brau- und Lebensmitteltechnologie, Forstwissenschaft und Ressourcenmanagement, Landschaftsarchitektur und Landschaftsplanung, Wirtschaftswissenschaften, sowie kleinere Themengruppen.

## Weihenstephaner Gärten
Die Weihenstephaner Gärten sind eine zentrale Einrichtung der Hochschule, die den Sichtungsgarten Weihenstephan, den Kleingarten sowie den Hofgarten, den Oberdieckgarten, den Parterregarten und ein Arboretum umfassen. Sie dienen der Erforschung von Freilandzierpflanzen und der Ausbildung von Fachkräften. Außerdem sind sie ein beliebtes Ausflugsziel. Insgesamt umfassen die Weihenstephaner Gärten über 12 ha Fläche, die mit einem Budget von über einer Million Euro bewirtschaftet werden. Bis 2022 unterstanden sie die der Leitung von Bernd Hertle, im November 2023 wurde Swantje Duthweiler die Verantwortung für die Weihenstephaner Gärten übertragen.

### Sichtungsgarten

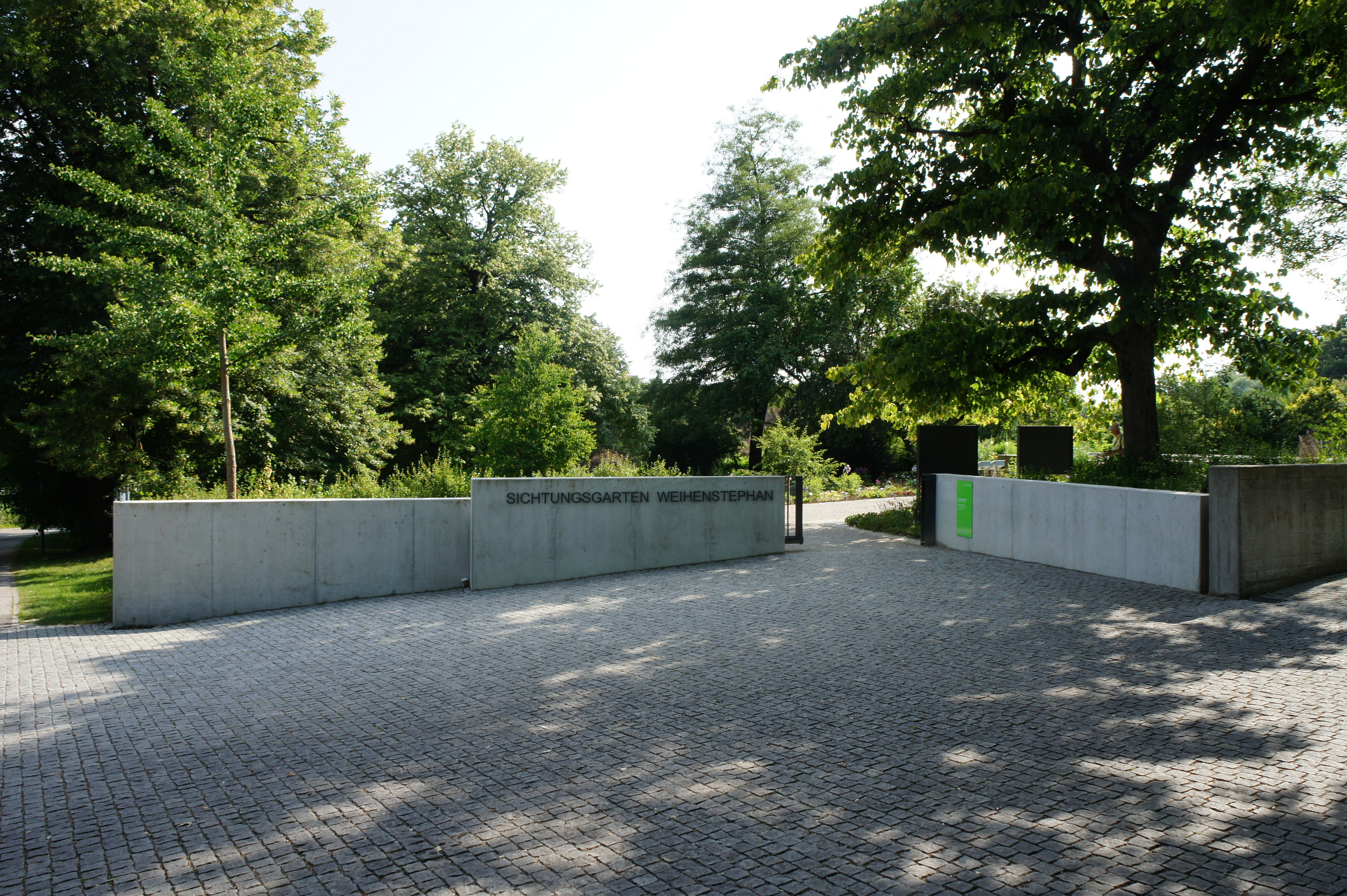
Eingang zum Freisinger Sichtungsgarten

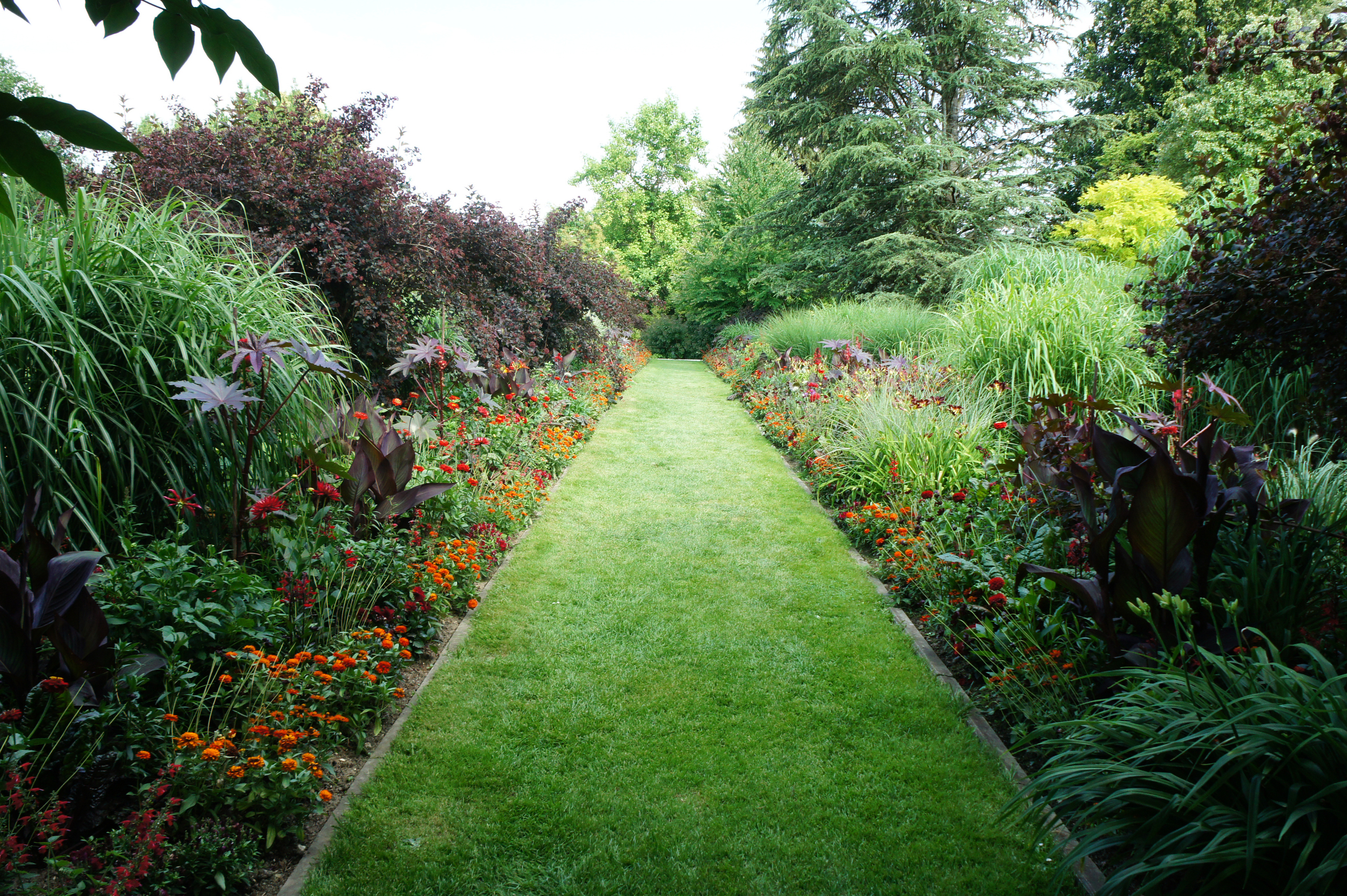
Blick in den Sichtungsgarten

Der 1947 von Richard Hansen auf ehemaligen Ackerflächen gegründete Garten umfasst eine Fläche von mehr als 5 Hektar. Neben Versuchsflächen, insbesondere für die Sichtung von Stauden und Gehölzen, wird er heute von vielfältigen Staudenpflanzungen geprägt. Im Vordergrund stehen dabei Pflanzungen, die sich an der Staudenverwendung nach Hansens Lebensbereiche orientieren. Dazu zählen beispielsweise eine steppenheideartige Pflanzungen, Steingartenanlagen, Feuchtwiesenpflanzungen sowie ein Teich und mehrere Wasserbecken. Daneben werden auch Prachtstauden in mehreren Rabatten gezeigt.

### Der Kleingarten
Im Weihenstephaner Kleingarten werden bekannte und seltene Gemüsearten, Kräuter und Obstarten für den Hausgarten in zahlreichen Sorten angebaut. Das Experimentieren mit Neuheiten hat dabei einen besonderen Stellenwert.

### Der Oberdieckgarten

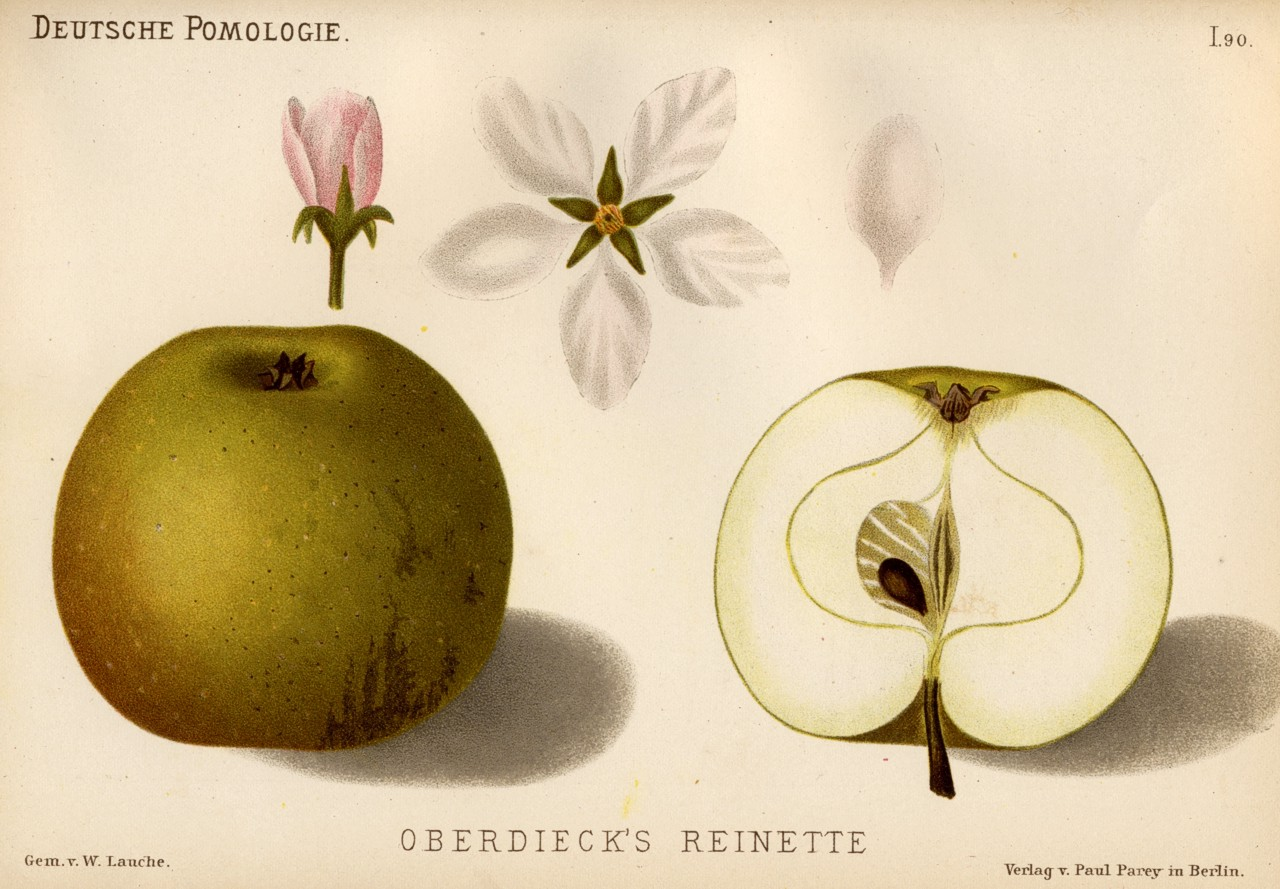
Oberdieck's Renette

Dieser Gartenbereich wurde durch den Bau eines Lehrsaalgebäudes um 1925 vom Hofgarten getrennt. Die ursprüngliche Planung des nach dem Obstkundler Oberdieck benannten Gartens stammt von Carl Wilczek. Seine Grundidee eines architektonischen, in Terrassen und rechtwinkligen Gevierten gegliederten Gartenareals wurde bei der Neugestaltung der Anlage 2008 aufgegriffen und konsequent fortgeführt. Die einzelnen Geländeabschnitte beherbergen die Gartenthemen: Rosen – Duftpflanzen – Arzneipflanzen – Freilandorchideen – Kalkmeidende Pflanzen – Pfingstrosen – Zieräpfel – Hortensien. Umrahmt wird das Gelände von Gehölzen, die die Szenerie durch unterschiedliche Grünschattierungen und kontrastierende Wuchsformen lebhaft gestalten.

### Der Hofgarten

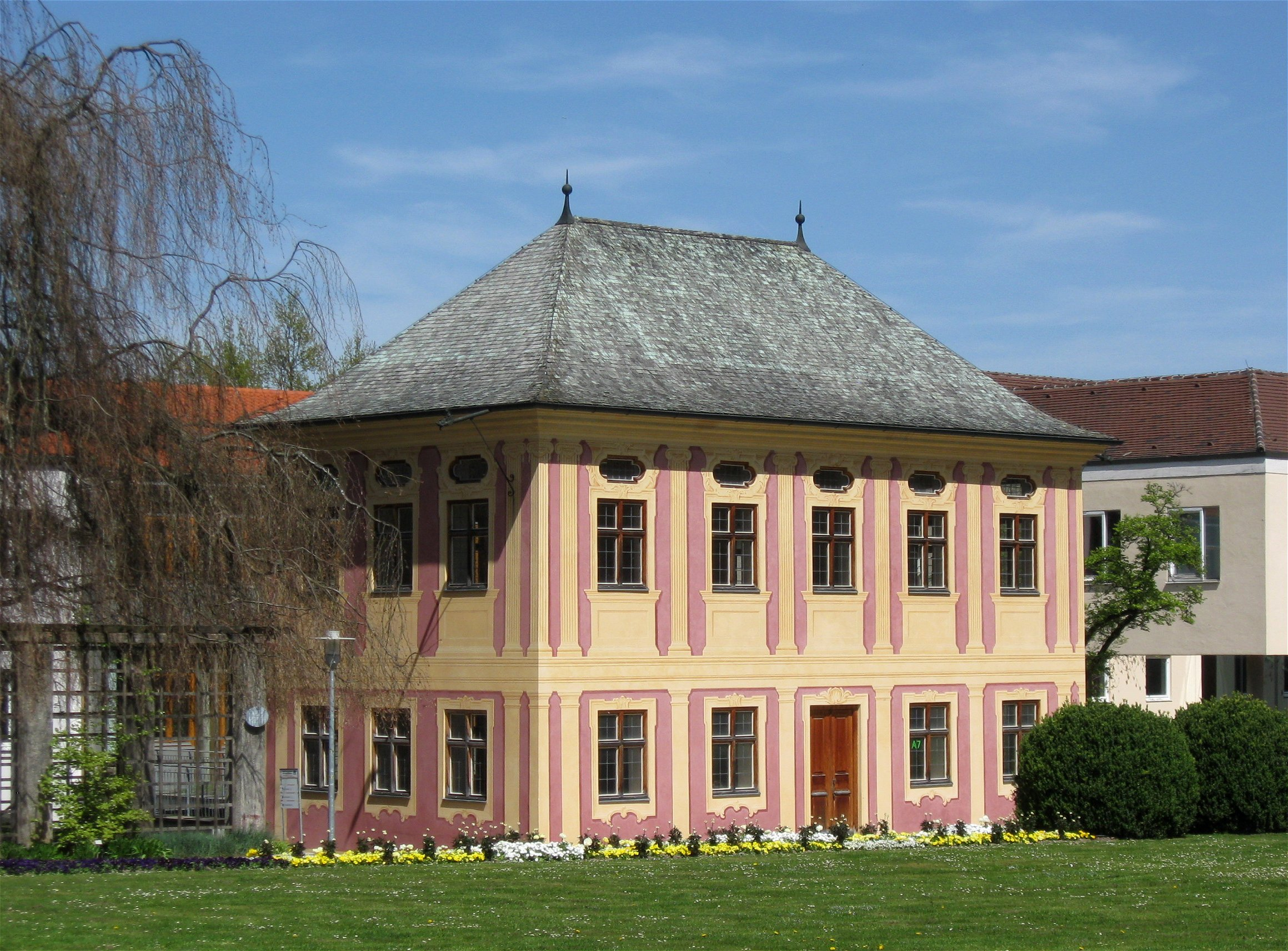
Das Salettl

Der parkähnliche Hofgarten umspannt den einstigen Kernbereich des Klostergartens der früher in Weihenstephan angesiedelten Benediktiner. Im Zentrum steht das in den 1990er Jahren renovierte Salettl, das ehemalige Gartencasino der Weihenstephaner Äbte. Sein heutiges Gesicht erhielt der Hofgarten nach mehreren Umgestaltungen um 1950. Es gibt einen sehenswerten Baumbestand und abwechslungsreiche Staudenpflanzungen.
Beherrschende Bäume sind markante Blut-Buchen, ein alter Ginkgo, stattliche Exemplare des Silber-Ahorns und des Lebkuchenbaums. Von der westlichen Aussichtsterrasse ist bei guter Witterung ein Blick auf die Alpen möglich.

### Der Parterregarten (ehemals Buchsgarten)

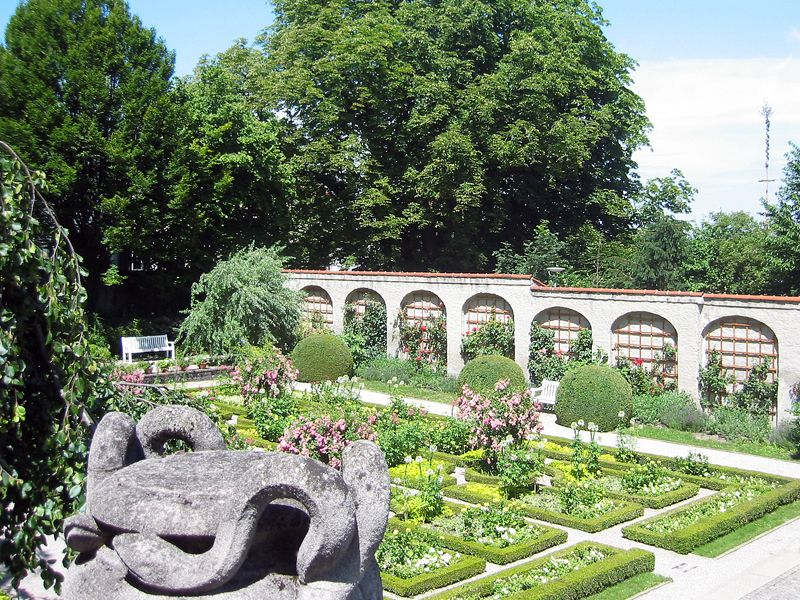
Parterregarten, 2007 noch als Buchsgarten

Aufgrund des Befalls mit Cylindrocladium buxicola wurde der Buchsbestand des damaligen Buchsgartens im Herbst 2014 gerodet und der Garten erhielt zusammen mit dem neuen Namen „Parterregarten“ ein neues Pflanzkonzept. Er schließt direkt an den Hofgarten an und ist in unregelmäßig Beete unterteilt, deren Form von Schnitthecken hervorgehoben werden soll. Diese stehen in auffälligem Kontrast zu der naturhaften Erscheinung einer Staudenpflanzung.

## Persönlichkeiten

### Präsidenten
- 1972–1985: Joseph Völk
- 1985–1989: Alois Seidl
- 1989–2005: Josef Herz
- 2005–2016: Hermann Heiler[11]
- ab 1. Oktober 2017: Eric Veulliet[12]

### Professoren und Mitarbeiter
- Karl Theodor Andersen
- Josef van Eimern
- Christian Frosch, Künstler
- Gerda Gollwitzer, Landschaftsarchitektin, Gartendenkmalpflegerin, Autorin
- Nils Hellner
- Josef Herz
- Mirjam Jaquemoth, Professorin für Haushaltsökonomie und Prodekanin Fakultät Landwirtschaft
- Karl Fritz Lauer, Agrarwissenschaftler für Phytopathologie und Herbologie
- Hans Raum
- Thomas Scharnagel (1880–1953), Saatgutexperte und Pflanzenzüchter. Von 1928 bis 1948 Direktor der Bayerischen Landessaatzuchtanstalt in Weihenstephan.
- Karl Schuster (Brauwissenschaftler)
- Alois Seidl
- Georg Spitzlberger
- Herbert Ströbel Agrarökonom, Dekan des Fachbereichs Landwirtschaft II, Mitglied und Vorsitzender des Senats und  Vizepräsident der Hochschule in seinen aktiven Zeiten
- Franz Wanner, Bildender Künstler und Filmemacher

### Ehemalige Studenten
- Gerhart Teutsch (1932–2021), Landschaftsarchitekt
- Lorenz Niegel (1933–2001), Mitglied des Bundestags, Mitglied des Europäischen Parlaments, Stellvertretender Vorsitzender des Landwirtschaftsausschusses des Europarates
- Anton Magerl (* 1947), Agrarwissenschaftler und Beamter
- Manfred Nüssel (* 1948), Präsident des Deutschen Raiffeisenverbands
- Helmut Nennmann (* 1949), Maler und Grafiker
- Gerhard Wägemann (* 1953), Mitglied des Bayerischen Landtags, Landrat des Landkreises Weißenburg-Gunzenhausen
- Hubert Aiwanger (* 1971), Mitglied des Bayerischen Landtags, Bundesvorsitzender der Freien Wähler Deutschland, sowie Landesvorsitzender der Freien Wähler Bayern
- Catherina Ruffing-Bernadotte (* 1977), deutsch-schwedische Landschaftsarchitektin